# Dave Thomson (calciatore 1943)
Dave Thomson (14 febbraio 1943) è un ex calciatore scozzese, di ruolo centrocampista.

## Carriera
Scozzese di nascita, si trasferì negli Stati Uniti d'America ove gioca nei Rochester Lancers, club dell'American Soccer League. Con Lancers giunse alla finale dell'edizione 1968, persa contro i Washington Darts.
Nella stagione 1970 con i Lancers che si erano spostati nella North American Soccer League, si aggiudicò il torneo battendo i Darts.
La stagione seguente, a campionato in corso, passa ai canadesi del Toronto Metros, con cui non riesce ad accedere alla fase finale del torneo. Nella North American Soccer League 1972 chiude con la sua squadra al quarto ed ultimo posto della Northern Division.

## Palmarès
- Campionato NASL: 1

Rochester Lancers: 1970